# Kaszás Attila-díj
A Kaszás Attila-díjat Pokorni Zoltán XII. kerületi polgármester és a Mozaik Művészegyesület alapította 2008-ban a Magyar Kultúra napja alkalmából, a Kaszás Attila Szellemi Hagyatékának Ápolásáért Közhasznú Alapítvány támogatásával. A díj félmillió forinttal jár, és azok a színművészek kaphatják meg, akik az átadást megelőző évadban kiemelkedő művészi teljesítményük mellett jelentős közösségépítő szerepet vállaltak társulatukon belül.
Az első díjazott, Szarvas József szerint: A Kaszás Attila-díjat az a kolléga kapja meg, akinek a tevékenysége messzire hallatszik.

## Díjazottak
- 2008 – Szarvas József
- 2009 – Nemes Levente
- 2010 – Mátray László[2]
- 2011 – Mucsi Zoltán[3]
- 2012 – Bányai Kelemen Barna[4]
- 2013 – Borovics Tamás[5]
- 2014 – Nagy Alfréd[6]
- 2015 – Mészáros Tibor[7]
- 2016 – Schneider Zoltán[8]
- 2017 – Krisztik Csaba[9]
- 2018 – Nagy Csongor Zsolt[10]
- 2019 – Orosz Ákos[11]
- 2020 – Földes Tamás[12]
- 2021 – Rusznák András[13]
- 2022 – Harsányi Attila[14]
- 2023 – Csankó Zoltán[15]
- 2024 – Balla Eszter[16]